# Walter Kaiser (piłkarz)
Walter Kaiser (ur. 2 listopada 1907 w Neuwied, zm. 25 lutego 1982 w Rennes) – niemiecki piłkarz, grający na pozycji napastnika.

## Kariera piłkarska
Urodził się w Neuwied w Niemczech i tam też rozpoczął swoją przygodę z piłką w lokalnym klubie FC Neuwied. W 1930 wyjechał do Francji, by grać w Stade Rennais. W czasie gry w tym klubie został wspólnie z Robertem Mercierem królem strzelców ligi w sezonie 1932/1933. 
Dotarł również do finału pucharu Francji w sezonie 1936/37. W ciągu 8 lat w klubie z Rennes wystąpił w 93 spotkaniach i strzelił 52 bramki. W 1938 zakończył karierę piłkarską.
| Sezon   | Klub          | Kraj    | Rozgrywki         | Mecze | Bramki |
| ------- | ------------- | ------- | ----------------- | ----- | ------ |
| 1930/31 | Stade Rennais | Francja |                   | 26    | 51     |
| 1931/32 | Stade Rennais | Francja |                   | 30    | 43     |
| 1932/33 | Stade Rennais | Francja | Prémiere Division | 17    | 15     |
| 1933/34 | Stade Rennais | Francja | Prémiere Division | 22    | 13     |
| 1934/35 | Stade Rennais | Francja | Prémiere Division | 14    | 9      |
| 1935/36 | Stade Rennais | Francja | Prémiere Division |       |        |
| 1936/37 | Stade Rennais | Francja | Prémiere Division | 6     | 0      |
| 1937/38 | Stade Rennais | Francja | Prémiere Division | 16    | 4      |

## Sukcesy
- Puchar Francji (finał) (1) : 1936/1937
- Król strzelców Premier Division (1) : 1932/1933 (wspólnie z Robertem Mercierem) (15 goli)